# ユカタン海峡
座標: 北緯21度40分 西経85度50分 / 北緯21.667度 西経85.833度

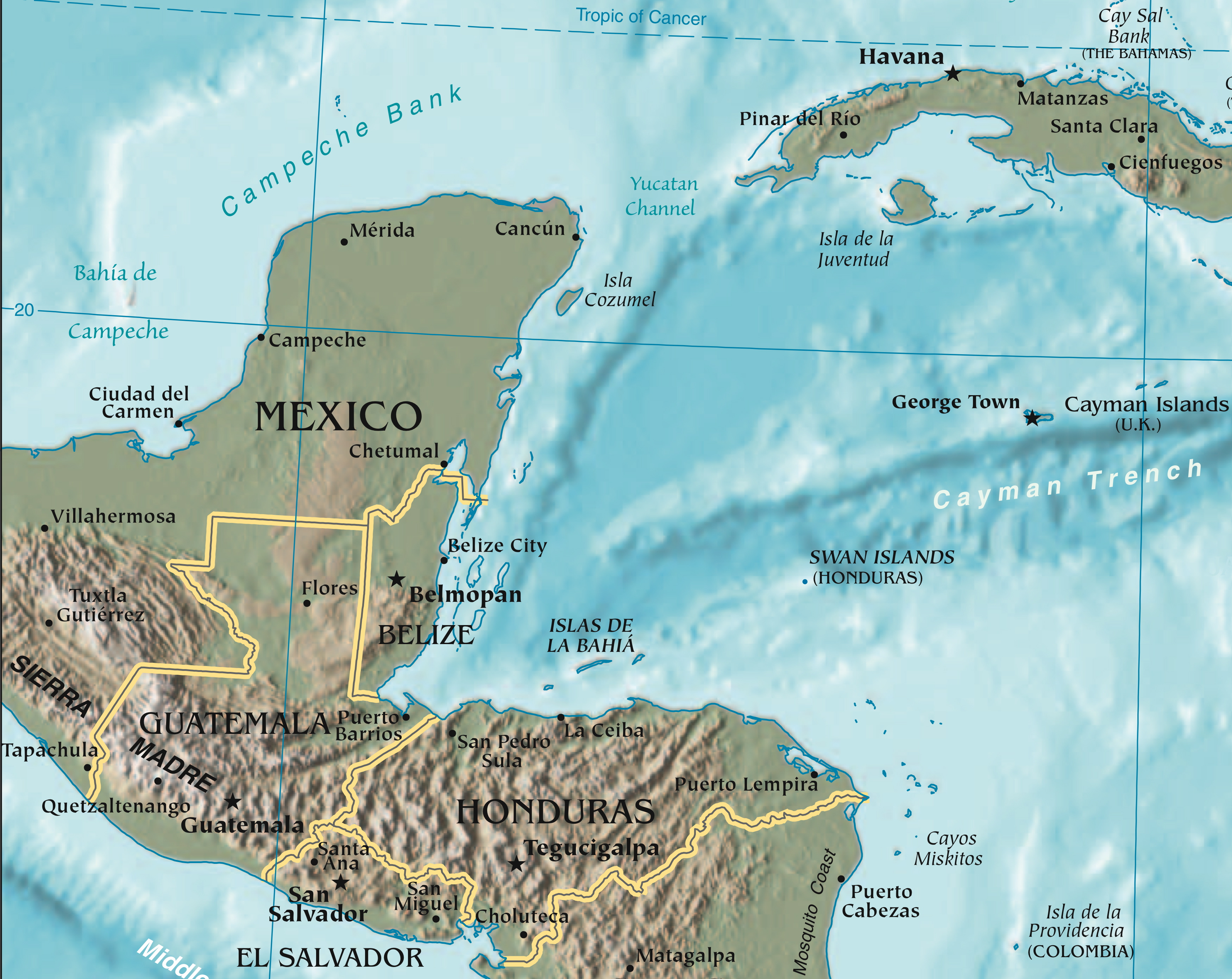
ユカタン海峡の地図

ユカタン海峡（ユカタンかいきょう、スペイン語:Canal de Yucatán）はメキシコ・ユカタン半島とキューバの間にある海峡。
メキシコ湾南部とカリブ海北部はこの海峡を通じて結ばれている。
海峡の幅はメキシコのカトチェ岬とキューバのサン・アントニオ岬の間で217km。
大まかな位置は北緯22度、西経86度と亜熱帯であり、沿岸の主な都市としてメキシコのカンクンなどがある。